# 16 (број)
16 је број, нумерал и име глифа који представља тај број. 16 је природан број који се јавља после броја 15, а претходи броју 17.

## У математици
- Је најмањи број са 5 делиоца
- Је основа хексадецималног бројног система, који се често користи у компјутерској науци
- Је сложен број, факторише се на просте чиниоце као 24 = 16

## У науци
- Је атомски број сумпора
- У 16. групи у периодном систему елемената налазе се Халкогени

## У спорту
- Је био број тимова који су учествовали на Светским првенствима у фудбалу од 1934. до 1978. године
- Је био број на дресу кошаркаша Боба Лејнера док је играо за Детроит и Милвоки
- Је број фигура у шаху по једном играчу
- Је био број на дресу Душана Ристића у Црвеној звезди[1]
- Је био број на дресу кошаркаша Немање Недовића док је играо у Црвеној звезди

## Остало
- F-16 је ознака једног од најпознатијих Америчких авиона[2]
- Је назив песме групе Green Day
- Луј 16. је био краљ Француске од августа 1974. до 21. јануара 1793. године

### 16 година
- Је минимална старост када се дозвољава управљање возилом уз родитељску контролу у неким државама: САД, Канада, Аустралија, Норвешка и на Острву Ман
- Је минимална старост при којој се може легално купити дуван у: Холандији, Белгији, Швајцарској и Италији.
- Је минимална старост за давање крви у многим државама
- Је минимална старост за легално узимање алкохола у: Немачкој, Белгији, Швајцарској, Аустрији, Италији, Холандији и Португалији.
- 16 (музички албум), албум Драгане Мирковић